# العلاقات الإيرانية الميكرونيسية
العلاقات الإيرانية الميكرونيسية هي العلاقات الثنائية التي تجمع بين إيران وولايات ميكرونيسيا المتحدة.

## مقارنة بين البلدين
هذه مقارنة عامة ومرجعية للدولتين:
| وجه المقارنة                                              | إيران                    | ولايات ميكرونيسيا المتحدة |
| --------------------------------------------------------- | ------------------------ | ------------------------- |
| المساحة (كم2)                                             | 1.65 مليون               | 702                       |
| عدد السكان (نسمة)                                         | 79.97 مليون              | 105.54 ألف                |
| الكثافة السكانية (ن./كم²)                                 | 48.47                    | 15.03 ألف                 |
| العاصمة                                                   | طهران                    | باليكير                   |
| اللغة الرسمية                                             | لغة فارسية               | لغة إنجليزية              |
| العملة                                                    | ريال إيراني              | دولار أمريكي              |
| الناتج المحلي الإجمالي (بليون دولار)                      | 439.51 مليار             | 336.43 مليون              |
| الناتج المحلي الإجمالي (تعادل القوة الشرائية) بليون دولار | 1.36 تريليون             | 365.27 مليون              |
| الناتج المحلي الإجمالي الاسمي للفرد دولار أمريكي          |                          | 3.02 ألف                  |
| الناتج المحلي الإجمالي للفرد دولار أمريكي                 |                          |                           |
| مؤشر التنمية البشرية                                      | 0.766                    | 0.640                     |
| رمز المكالمات الدولي                                      | +98                      | +691                      |
| رمز الإنترنت                                              | .ir،                     | .fm                       |
| المنطقة الزمنية                                           | ت ع م+03:30، توقيت إيران |                           |

## منظمات دولية مشتركة
يشترك البلدان في عضوية مجموعة من المنظمات الدولية، منها:
| علم المنظمة | اسم المنظمة                        | تاريخ انضمام إيران | تاريخ انضمام ولايات ميكرونيسيا المتحدة |
| ----------- | ---------------------------------- | ------------------ | -------------------------------------- |
|             | مؤسسة التنمية الدولية              | 10 أكتوبر 1960     | 24 يونيو 1993                          |
|             | يونسكو                             | 6 سبتمبر 1948      | 19 أكتوبر 1999                         |
|             | وكالة ضمان الاستثمار متعدد الأطراف | 15 ديسمبر 2003     | 11 أغسطس 1993                          |
|             | منظمة حظر الأسلحة الكيميائية       | ?                  | ?                                      |
|             | الأمم المتحدة                      | 24 أكتوبر 1945     | 17 سبتمبر 1991                         |
|             | مؤسسة التمويل الدولية              | 28 ديسمبر 1956     | 24 يونيو 1993                          |
|             | البنك الدولي للإنشاء والتعمير      | 29 ديسمبر 1945     | 24 يونيو 1993                          |

## وصلات خارجية
- موقع وزارة الخارجية الإيرانية